# Modelo de Wess-Zumino-Witten
En física teórica y matemáticas, un modelo de Wess-Zumino-Witten (WZW), también llamado modelo de Wess-Zumino-Novikov-Witten, es un tipo de teoría de campos conforme bidimensional que lleva el nombre de Julius Wess, Bruno Zumino, Sergei Novikov y Eduardo Witten.     Un modelo WZW está asociado a un grupo de Lie (o supergrupo), y su álgebra de simetría es el álgebra de Lie afín construida a partir del álgebra de Lie correspondiente (o superálgebra de Lie). Por extensión, el nombre modelo WZW se utiliza a veces para cualquier teoría de campos conforme cuya álgebra de simetría sea un álgebra de Lie afín. 

## Acción

### Definición
Para {\displaystyle \Sigma } una superficie de Riemann, {\displaystyle G} un grupo de mentiras, y {\displaystyle k} un número (generalmente complejo), definamos el {\displaystyle G} -Modelo WZW encendido {\displaystyle \Sigma } en el nivel {\displaystyle k} . El modelo es un modelo sigma no lineal cuya acción es funcional de un campo. {\displaystyle \gamma :\Sigma \to G} :
{\displaystyle S_{k}(\gamma )=-{\frac {k}{8\pi }}\int _{\Sigma }d^{2}x\,{\mathcal {K}}\left(\gamma ^{-1}\partial ^{\mu }\gamma ,\gamma ^{-1}\partial _{\mu }\gamma \right)+2\pi kS^{\mathrm {W} Z}(\gamma ).}
Aquí, {\displaystyle \Sigma } está equipado con una métrica euclidiana plana, {\displaystyle \partial _{\mu }} es la derivada parcial, y {\displaystyle {\mathcal {K}}} es la forma Killing en el álgebra de Lie de {\displaystyle G}. El término Wess-Zumino de la acción es
{\displaystyle S^{\mathrm {W} Z}(\gamma )=-{\frac {1}{48\pi ^{2}}}\int _{\mathbf {B} ^{3}}d^{3}y\,\epsilon ^{ijk}{\mathcal {K}}\left(\gamma ^{-1}\partial _{i}\gamma ,\left[\gamma ^{-1}\partial _{j}\gamma ,\gamma ^{-1}\partial _{k}\gamma \right]\right).}
Aquí {\displaystyle \epsilon ^{ijk}} es el tensor completamente antisimétrico, y {\displaystyle [.,.]} es el soporte de mentira. El término de Wess-Zumino es una integral sobre una variedad tridimensional {\displaystyle \mathbf {B} ^{3}} cuyo límite es {\displaystyle \partial \mathbf {B} ^{3}=\Sigma }.

### Propiedades topológicas del término Wess-Zumino
Para que el término Wess-Zumino tenga sentido, necesitamos el campo {\displaystyle \gamma } tener una extensión para {\displaystyle \mathbf {B} ^{3}}. Esto requiere el grupo de homotopía {\displaystyle \pi _{2}(G)} ser trivial, como es el caso en particular de cualquier grupo compacto de Lie {\displaystyle G}.
La extensión de un determinado {\displaystyle \gamma :\Sigma \to G} a {\displaystyle \mathbf {B} ^{3}} en general no es único. Para que el modelo WZW esté bien definido, {\displaystyle e^{iS_{k}(\gamma )}} no debería depender de la elección de la extensión. El término de Wess-Zumino es invariante bajo pequeñas deformaciones de {\displaystyle \gamma }, y sólo depende de su clase de homotopía. Las posibles clases de homotopía están controladas por el grupo de homotopía {\displaystyle \pi _{3}(G)}.
Para cualquier grupo Lie simple, compacto y conectado {\displaystyle G}, tenemos {\displaystyle \pi _{3}(G)=\mathbb {Z} } y diferentes extensiones de {\displaystyle \gamma } conducir a valores de {\displaystyle S^{\mathrm {W} Z}(\gamma )} que difieren por números enteros. Por lo tanto, conducen al mismo valor de {\displaystyle e^{iS_{k}(\gamma )}} siempre que el nivel obedezca
{\displaystyle k\in \mathbb {Z} .}
Los valores enteros del nivel también juegan un papel importante en la teoría de la representación del álgebra de simetría del modelo, que es un álgebra de Lie afín. Si el nivel es un número entero positivo, el álgebra de Lie afín tiene representaciones unitarias de mayor peso con pesos más altos que son integrales dominantes. Tales representaciones se descomponen en subrepresentaciones de dimensión finita con respecto a las subálgebras abarcadas por cada raíz simple, la raíz negativa correspondiente y su conmutador, que es un generador de Cartan.
En el caso del grupo de Lie simple no compacto {\displaystyle \mathrm {SL} (2,\mathbb {R} )}, el grupo de homotopía {\displaystyle \pi _{3}(\mathrm {SL} (2,\mathbb {R} ))} es trivial y el nivel no está obligado a ser un número entero. 

### Interpretación geométrica del término Wess-Zumino
Si e a son los vectores base del álgebra de Lie, entonces {\displaystyle {\mathcal {K}}(e_{a},[e_{b},e_{c}])} son las constantes de estructura del álgebra de Lie. Las constantes de estructura son completamente antisimétricas y, por lo tanto, definen una forma 3 en la variedad de grupo de G. Por lo tanto, el integrando anterior es solo el retroceso de la forma armónica 3 hacia la bola. {\displaystyle \mathbf {B} ^{3}.} Denotando la forma armónica 3 por c y el retroceso por {\displaystyle \gamma ^{*},} uno entonces tiene
{\displaystyle S^{\mathrm {W} Z}(\gamma )=\int _{\mathbf {B} ^{3}}\gamma ^{*}c.}
Esta forma conduce directamente a un análisis topológico del término WZ.
Geométricamente, este término describe la torsión del respectivo colector.  La presencia de esta torsión obliga al teleparalelismo de la variedad y, por tanto, a la trivialización del tensor de curvatura torsional; y por tanto la detención del flujo de renormalización, un punto fijo infrarrojo del grupo de renormalización, un fenómeno denominado geometrostasis.

## Álgebra de simetría

### Simetría de grupo generalizada
El modelo Wess-Zumino-Witten no sólo es simétrico bajo transformaciones globales por un elemento de grupo en {\displaystyle G}, pero también tiene una simetría mucho más rica. Esta simetría a menudo se llama {\displaystyle G(z)\times G({\bar {z}})} simetría.  Es decir, dada cualquier holomorfa {\displaystyle G} función valorada {\displaystyle \Omega (z)}, y cualquier otro (completamente independiente de {\displaystyle \Omega (z)} ) antiholomórfico {\displaystyle G} función valorada {\displaystyle {\bar {\Omega }}({\bar {z}})}, donde hemos identificado {\displaystyle z=x+iy} y {\displaystyle {\bar {z}}=x-iy} en términos de las coordenadas del espacio euclidiano {\displaystyle x,y}, se cumple la siguiente simetría:
{\displaystyle S_{k}(\gamma )=S_{k}(\Omega \gamma {\bar {\Omega }}^{-1})}
Una forma de demostrar la existencia de esta simetría es mediante la aplicación repetida de la identidad Polyakov-Wiegmann respecto de productos de {\displaystyle G} -campos valorados:
{\displaystyle S_{k}(\alpha \beta ^{-1})=S_{k}(\alpha )+S_{k}(\beta )+{\frac {k}{16\pi ^{2}}}\int d^{2}x{\textrm {Tr}}(\alpha ^{-1}\partial _{\bar {z}}\alpha \beta ^{-1}\partial _{z}\beta )}
Las corrientes holomorfas y antiholomórficas {\displaystyle J(z)=-{\frac {1}{2}}k(\partial _{z}\gamma )\gamma ^{-1}} y {\displaystyle {\bar {J}}({\bar {z}})=-{\frac {1}{2}}k\gamma ^{-1}\partial _{\bar {z}}\gamma } son las corrientes conservadas asociadas con esta simetría. El comportamiento singular de los productos de estas corrientes con otros campos cuánticos determina cómo esos campos se transforman bajo acciones infinitesimales del {\displaystyle G(z)\times G({\bar {z}})} grupo.

### Álgebra de Lie afín
Dejar {\displaystyle z} ser una coordenada compleja local en {\displaystyle \Sigma }, {\displaystyle \{t^{a}\}} una base ortonormal (con respecto a la forma Killing) del álgebra de Lie de {\displaystyle G}, y {\displaystyle J^{a}(z)} la cuantificación del campo {\displaystyle {\mathcal {K}}(t^{a},\partial _{z}gg^{-1})}. Contamos con la siguiente expansión de producto de operador:
{\displaystyle J^{a}(z)J^{b}(w)={\frac {k\delta ^{ab}}{(z-w)^{2}}}+{\frac {if_{c}^{ab}J^{c}(w)}{z-w}}+{\mathcal {O}}(1),}
dónde {\displaystyle f_{c}^{ab}} son los coeficientes tales que {\displaystyle [t^{a},t^{b}]=f_{c}^{ab}t^{c}}. De manera equivalente, si {\displaystyle J^{a}(z)} se expande en modos
{\displaystyle J^{a}(z)=\sum _{n\in \mathbb {Z} }J_{n}^{a}z^{-n-1},}
entonces el álgebra actual generada por {\displaystyle \{J_{n}^{a}\}} es el álgebra de Lie afín asociada al álgebra de Lie de {\displaystyle G}, con un nivel que coincide con el nivel {\displaystyle k} del modelo WZW.  Si {\displaystyle {\mathfrak {g}}=\mathrm {Lie} (G)}, la notación para el álgebra de Lie afín es {\displaystyle {\hat {\mathfrak {g}}}_{k}} . Las relaciones de conmutación del álgebra de Lie afín son
{\displaystyle [J_{n}^{a},J_{m}^{b}]=f_{c}^{ab}J_{m+n}^{c}+kn\delta ^{ab}\delta _{n+m,0}.}
Esta álgebra de Lie afín es el álgebra de simetría quiral asociada a las corrientes que se mueven hacia la izquierda. {\displaystyle {\mathcal {K}}(t^{a},\partial _{z}gg^{-1})}. Una segunda copia de la misma álgebra de Lie afín está asociada a las corrientes que se mueven hacia la derecha. {\displaystyle {\mathcal {K}}(t^{a},g^{-1}\partial _{\bar {z}}g)} . los generadores {\displaystyle {\bar {J}}^{a}(z)} de esa segunda copia son antiholomórficos. El álgebra de simetría completa del modelo WZW es el producto de las dos copias del álgebra de Lie afín.

### Construcción sugawara
La construcción de Sugawara es una incorporación del álgebra de Virasoro en el álgebra envolvente universal del álgebra de Lie afín. La existencia de la incrustación muestra que los modelos WZW son teorías de campos conformes. Además, conduce a ecuaciones de Knizhnik-Zamolodchikov para funciones de correlación.
La construcción de Sugawara está escrita de manera más concisa al nivel de las corrientes: {\displaystyle J^{a}(z)} para el álgebra de Lie afín y el tensor de energía-momento {\displaystyle T(z)} para el álgebra de Virasoro:
{\displaystyle T(z)={\frac {1}{2(k+h^{\vee })}}\sum _{a}:J^{a}J^{a}:(z),}
donde el {\displaystyle :} denota orden normal, y {\displaystyle h^{\vee }} es el número dual de Coxeter. Utilizando el OPE de las corrientes y una versión del teorema de Wick se puede deducir que el OPE de {\displaystyle T(z)} consigo mismo está dado por 
{\displaystyle T(y)T(z)={\frac {\frac {c}{2}}{(y-z)^{4}}}+{\frac {2T(z)}{(y-z)^{2}}}+{\frac {\partial T(z)}{y-z}}+{\mathcal {O}}(1),}
lo que equivale a las relaciones de conmutación del álgebra de Virasoro. La carga central del álgebra de Virasoro está dada en términos del nivel {\displaystyle k} del álgebra de Lie afín por
{\displaystyle c={\frac {k\mathrm {dim} ({\mathfrak {g}})}{k+h^{\vee }}}.}
Al nivel de los generadores del álgebra de Lie afín, la construcción de Sugawara dice
{\displaystyle L_{n\neq 0}={\frac {1}{2(k+h^{\vee })}}\sum _{a}\sum _{m\in \mathbb {Z} }J_{n-m}^{a}J_{m}^{a},}
{\displaystyle L_{0}={\frac {1}{2(k+h^{\vee })}}\left(2\sum _{a}\sum _{m=1}^{\infty }J_{-m}^{a}J_{m}^{a}+J_{a}^{0}J_{a}^{0}\right).}
donde los generadores {\displaystyle L_{n}} del álgebra de Virasoro son los modos del tensor de energía-momento, {\displaystyle T(z)=\sum _{n\in \mathbb {Z} }L_{n}z^{-n-2}}.

## Espectro

### Modelos WZW con grupos compactos y conectados de forma sencilla
Si el grupo de mentiras {\displaystyle G} es compacto y simplemente conexo, entonces el modelo WZW es racional y diagonal: racional porque el espectro se construye a partir de un conjunto finito (dependiente del nivel) de representaciones irreducibles del álgebra de Lie afín llamada representaciones integrables de mayor peso, y diagonal porque una representación del álgebra que se mueve hacia la izquierda se combina con la misma representación del álgebra que se mueve hacia la derecha. 
Por ejemplo, el espectro de la {\displaystyle SU(2)} Modelo WZW a nivel. {\displaystyle k\in \mathbb {N} } es
{\displaystyle {\mathcal {S}}_{k}=\bigoplus _{j=0,{\frac {1}{2}},1,\dots ,{\frac {k}{2}}}{\mathcal {R}}_{j}\otimes {\bar {\mathcal {R}}}_{j}\ ,}
dónde {\displaystyle {\mathcal {R}}_{j}} es la representación afín de mayor peso del espín {\displaystyle j} : una representación generada por un estado {\displaystyle |v\rangle } tal que
{\displaystyle J_{n<0}^{a}|v\rangle =J_{0}^{-}|v\rangle =0\ ,}
dónde {\displaystyle J^{-}} es la corriente que corresponde a un generador {\displaystyle t^{-}} del álgebra de Lie de {\displaystyle SU(2)}.

### Modelos WZW con otro tipo de grupos
Si el grupo {\displaystyle G} es compacto, pero no simplemente conectado, el modelo WZW es racional pero no necesariamente diagonal. Por ejemplo, el {\displaystyle SO(3)} El modelo WZW existe para niveles enteros pares {\displaystyle k\in 2\mathbb {N} }, y su espectro es una combinación no diagonal de un número finito de representaciones integrables de mayor peso. 
Si el grupo {\displaystyle G} no es compacto, el modelo WZW no es racional. Además, su espectro puede incluir representaciones que no tengan el mayor peso. Por ejemplo, el espectro de la {\displaystyle SL(2,\mathbb {R} )} El modelo WZW se construye a partir de representaciones de mayor peso, más sus imágenes bajo los automorfismos de flujo espectral del álgebra de Lie afín. 
Si {\displaystyle G} es un supergrupo, el espectro puede involucrar representaciones que no se factorizan como productos tensoriales de representaciones de las álgebras de simetría que se mueven hacia la izquierda y hacia la derecha. Esto ocurre por ejemplo en el caso {\displaystyle G=GL(1|1)},  y también en supergrupos más complicados como {\displaystyle G=PSU(1,1|2)}.  Las representaciones no factorizables son responsables del hecho de que los modelos WZW correspondientes sean teorías de campos conformes logarítmicas.

### Otras teorías basadas en álgebras de Lie afines
Las teorías de campos conformes conocidas basadas en álgebras de Lie afines no se limitan a los modelos WZW. Por ejemplo, en el caso del álgebra de Lie afín de la {\displaystyle SU(2)} En el modelo WZW, las funciones de partición toroidal invariantes modulares obedecen a una clasificación ADE, donde las {\displaystyle SU(2)} El modelo WZW representa únicamente la serie A.  La serie D corresponde a la {\displaystyle SO(3)} Modelo WZW, y la serie E no se corresponde con ningún modelo WZW.
Otro ejemplo es el {\displaystyle H_{3}^{+}} modelo. Este modelo se basa en la misma álgebra de simetría que el {\displaystyle SL(2,\mathbb {R} )} Modelo WZW, con el que se relaciona mediante rotación de Wick. sin embargo, el {\displaystyle H_{3}^{+}} no es estrictamente un modelo WZW, ya que {\displaystyle H_{3}^{+}=SL(2,\mathbb {C} )/SU(2)} No es un grupo, sino una clase. 

## Campos y funciones de correlación

### Campos
Dada una representación simple {\displaystyle \rho } del álgebra de Lie de {\displaystyle G}, un campo primario afín {\displaystyle \Phi ^{\rho }(z)} es un campo que toma valores en el espacio de representación de {\displaystyle \rho }, tal que
{\displaystyle J^{a}(y)\Phi ^{\rho }(z)=-{\frac {\rho (t^{a})\Phi ^{\rho }(z)}{y-z}}+O(1)\ .}
Un campo primario afín también es un campo primario para el álgebra de Virasoro que resulta de la construcción de Sugawara. La dimensión conforme del campo primario afín está dada en términos del Casimir cuadrático {\displaystyle C_{2}(\rho )} de la representación {\displaystyle \rho } (es decir, el valor propio del elemento cuadrático de Casimir {\displaystyle K_{ab}t^{a}t^{b}} dónde {\displaystyle K_{ab}} es la inversa de la matriz {\displaystyle {\mathcal {K}}(t^{a},t^{b})} de la forma de Matar) por
{\displaystyle \Delta _{\rho }={\frac {C_{2}(\rho )}{2(k+h^{\vee })}}\ .}
Por ejemplo, en el {\displaystyle SU(2)} Modelo WZW, la dimensión conforme de un campo primario de espín {\displaystyle j} es
{\displaystyle \Delta _{j}={\frac {j(j+1)}{k+2}}\ .}
Según la correspondencia estado-campo, los campos primarios afines corresponden a estados primarios afines, que son los estados de mayor peso de las representaciones de mayor peso del álgebra de Lie afín.

### Funciones de correlación
Si el grupo {\displaystyle G} es compacto, el espectro del modelo WZW está formado por representaciones de mayor peso y todas las funciones de correlación se pueden deducir de funciones de correlación de campos primarios afines a través de identidades de Ward.
Si la superficie de Riemann {\displaystyle \Sigma } es la esfera de Riemann, las funciones de correlación de campos primarios afines obedecen a las ecuaciones de Knizhnik-Zamolodchikov. En superficies de Riemann de género superior, las funciones de correlación obedecen a las ecuaciones de Knizhnik-Zamolodchikov-Bernard, que implican derivadas no sólo de las posiciones de los campos, sino también de los módulos de la superficie. 

## Modelos WZW calibrados
Dado un subgrupo de mentiras {\displaystyle H\subset G}, el {\displaystyle G/H} El modelo WZW calibrado (o modelo coset) es un modelo sigma no lineal cuyo espacio objetivo es el cociente {\displaystyle G/H} por la acción conjunta de {\displaystyle H} en {\displaystyle G}. Este modelo WZW calibrado es una teoría de campos conforme, cuya álgebra de simetría es un cociente de las dos álgebras de Lie afines de la {\displaystyle G} y {\displaystyle H} Modelos WZW, y cuya carga central es la diferencia de sus cargas centrales.

## Aplicaciones
El modelo WZW cuyo grupo Lie es la cobertura universal del grupo. {\displaystyle \mathrm {SL} (2,\mathbb {R} )} ha sido utilizado por Juan Maldacena e Hirosi Ooguri para describir la teoría de cuerdas bosónicas en el espacio tridimensional anti-de Sitter {\displaystyle AdS_{3}}.  Supercuerdas en {\displaystyle AdS_{3}\times S^{3}} están descritos por el modelo WZW en el supergrupo {\displaystyle PSU(1,1|2)}, o una deformación del mismo si se activa el flujo Ramond-Ramond.  
Se han propuesto modelos WZW y sus deformaciones para describir la transición de meseta en el efecto Hall cuántico entero. 
El {\displaystyle SL(2,\mathbb {R} )/U(1)} El modelo WZW medido tiene una interpretación en la teoría de cuerdas como el agujero negro euclidiano bidimensional de Witten.  El mismo modelo también describe ciertos sistemas estadísticos bidimensionales en criticidad, como el modelo antiferromagnético crítico de Potts. 